# Эксцентричная красавица
«Эксцентри́чная красавица», «Эксцентри́ческая красавица» или «Прекрасная истери́чка» (фр. La Belle excentrique) — одноактный балет Эрика Сати или, по определению автора, «серьёзная фантазия» (итал. Fantasia Seria), или, иными словами, «большой ритурнель», премьера которого состоялась 14 июня 1921 года в театре Колизей. В целом выдержанный в духе самого вызывающего и эксцентричного мюзик-холла начала XX века, балет был эксцентричен втройне. Во-первых, музыка Сати несла в себе заряд самой вызывающей и отчаянной буффонады в духе его же скандально известного балета «Парад». Во-вторых, «хореография», равно издевательская, статическая и нарочито грубая, поднимала на смех все известные каноны балетного представления. И главное, одновременно заказчицей и исполнительницей единственной и главной роли в балете (само́й «эксцентрической красавицей») стала знаменитая (хотя уже увядающая и скучающая) парижская танцовщица Элизабет Тулемон и, по «совместительству», путана по прозвищу Кариатис, владелица публичного дома, младшая коллега и знакомая Маты Хари.:469

## История создания
Первые три года после окончания долгой и изнурительной войны Франция переживала настоящий бум во всей империи развлечений, включая театр вообще и балет в частности. После долгого голодания и затишья, в страну пришло много денег и шума, что не могло не сказаться на публичной жизни во всех её смыслах слова. Театральные и музыкальные постановки, концерты и коллективные акции музыкантов следовали одна за другой. На фоне этого рога изобилия, в голову некоей известной куртизанки, владелицы шикарного особняка и публичного дома в центре Парижа, пришла в голову забавная идея: начать «артистическую», точнее говоря, балетную карьеру, поскольку для занятий прошлой профессией не слишком свежая гетера из Фоли-Берже (фр. Folies Bergères) уже не слишком-то годилась. Имя этой путаны Большого света и полусвета было Элизабет Тулемон (фр. Elizabeth Toulemon) по прозвищу «Кариатис» (или Кариатида, по-нашему). Своё состояние она нажила работой по «древнейшей» и некоторым смежным с ней профессиям в довоенные и даже, отчасти военные годы. Как и полагается танцовщице из Фоли-Берже и одновременно дорогой проститутке со связями, её клиентами в своё время были кое-какие члены правительства, депутаты национальной ассамблеи и, разумеется, представители французской буржуазии (крупной и не очень). И хотя в прежние годы она точно так же отличалась склонностью к театральным представлениям, однако круг её интересов ограничивался в основном «эротическими танцами». К одной из её достаточно откровенных танцевальных сцен в 1916 году приложил руку известный художник русских балетов, Леон Бакст.
В послевоенные годы, когда сама Кариатис начала понемногу «удаляться от дел», в её особняке регулярно проходили «артистические» оргии с участием молодых художников, поэтов и прочих представителей от искусства или около искусства. Один из постоянных участников артистических вечеров, поэт и писатель Жан Кокто активно участвовал в разработке и художественном воплощении свежей идеи Кариатис создать для самой себя авангардный балет и исполнить его в специальном рецитале (сольном концерте), полностью посвящённом собственному творчеству. На первых порах именно Кокто взял на себя организацию и подбор участников постановки. И первым, к кому он обратился, стал, конечно же, Эрик Сати, его учитель, приятель и соавтор по скандально знаменитому балету «Парад», «первому сюрреалистическому балету».
В августе 1920 года Сати заключил с Кариатис короткий контракт, в котором уступил ей свой будущий балет сроком на три года за 1500 франков, и сразу же взялся за работу:

«…Дорогая госпожа. Могу ли я повстречаться с Вами на этой неделе? Я заканчиваю Первую из „трёх пьес“, самую первую. Очень хотел бы, чтобы Вы её смогли услышать. 

Что до контракта, то мне кажется, это письмо будет по делу. Вот такая штука: 

Условлено между нами — госпожой Кариатис, хореографической артисткой & Эриком Сати, композитором Музыки следующее: что господин Сати предоставит три оркестровые пьесы для постановки спектакля. <…>

При этом господин Эрик Сати обязуется передать право исключительного личного танцевального исполнения на эти пьесы (три) госпоже Кариатис на срок в три года.  (Без ограничения количества показов, которые госпожа Кариатис будет давать в Париже, провинции или за границей в течение трёх лет). Все прочие права (исполнение, концерты и публикация) остаются собственностью г-на Эрика Сати.

Госпожа Кариатис выплачивает господину Эрику Сати сумму пятнадцать сотен франков (1500 фрнк) тремя взносами в момент передачи каждой пьесы, написанной специально для госпожи Кариатис. Права госпожи Кариатис вступают в силу с первого ноября тысяча девятьсот двадцатого года (1-го ноября 1920).»:450—451— (Эрик Сати. Письмо Кариатис от 15 августа 1920.)
Поначалу речь шла о дивертисменте, состоящем из трёх оркестровых пьес, однако впоследствии балет (по инициативе композитора, постепенно вошедшего во вкус) разросся практически вдвое. Вместо трёх пьес Сати сочинил четыре, вдобавок первая (и главная) из них под названием «Большой ритурнель» повторялась трижды: в начале, в середине и в конце балета. Таким образом, общее количество музыкальных номеров составило не три, а уже целых шесть (без увеличения суммы контракта).:450—451
Заранее учитывая, что постановка будет происходить не в большом театре, а всего лишь в «антрепризе», состав «оркестра» заранее отличался скромностью. Если говорить по сути, это был даже не оркестр, а расширенный камерный ансамбль из 15 человек: фортепиано, две скрипки, альты, виолончели, контрабас; малая флейта, кларнет; валторна, труба, тромбон и ударные инструменты. В музыкальном тексте балета можно услышать две цитаты, где Сати использовал мотив калифорнийской баллады и отрывок мелодии одной из своих кафешантанных песенок 1900 года. В целом от музыки «Прекрасной истерички» и, в особенности, от «Большого ритурнеля» веет самым скандальным духом эксцентрики и шутовства, что и создаёт (по контрасту) особенное обаяние этого балета. В воображаемой атмосфере мюзик-холла и кафе-концерта Эрик Сати черпает хлёсткие мелодии, которые он двадцать лет назад писал ради того, чтобы свести концы с концами и заработать себе на жизнь. Из этого материала сначала появился «Парад», затем «Пять гримас к сну в летнюю ночь». И теперь именно оттуда, из его прошлого и растут ноги «Прекрасной Истерички», этой до предела «серьёзной фантазии» для несерьёзной танцовщицы Кариатис, в будущем Элизы Жуандо (фр. Elise Jouhandeau)).:75
В октябре-ноябре 1920 года сочинение музыки было закончено. Как уже было сказано выше, в окончательной редакции балет состоял из четырёх (шести) пьес длительностью примерно 15 минут:

1. Большой ритурнель (фр. Grande Ritournelle) трижды. 

2. Франко-лунный марш (фр. Marche franco-lunaire).

3. Вальс таинственного поцелуя во взоре (фр. Valse du mystérieux baiser dans l’œil).

4. Всемирный канкан (фр. Cancan grand mondain).

Во время написания партитуры Сати со свойственным ему дружеским энтузиазмом также привлёк к участию в постановке (в других её частях) своего друга и ученика Дариюса Мийо, а также Франсиса Пуленка, с которым на тот момент ещё не успел рассориться окончательно.:455 Напротив того, крайнее его неудовольствие и излияние желчи вызвал тот факт, что Кариатис также обратилась к Морису Равелю, и одна из его фортепианных пьес в оркестровке Габриэля Гровле (фр. Grovlez) была включена в общее представление.:452 В конечном счёте, вечер сольного танца отличался некоторой эклектичностью и кроме «Прекрасной истерички» Сати включал в себя музыку Орика, Пуленка, Мийо, Равеля и «даже» Гранадоса.:468
В начале, во время приёма публики, а также в антрактах сольного спектакля Кариатис, Эрик Сати также рассчитывал «привести в исполнение» свой новый любимый «трюк», авангардное изобретение последних лет — меблировочную музыку, рассадив нескольких музыкантов по разным углам фойе или коридоров. В этом деле он рассчитывал на помощь Дариюса Мийо и всячески пытался нейтрализовать противодействие Орика. К сожалению, меблировочные планы Сати в сольном проекте Кариатис не осуществились.:455
Эрик Сати горячо участвовал в постановке спектакля и до последнего дня пытался всеми средствами воздействовать на конечный результат, включая общую эстетику и стиль своего балета.
Выбор костюма для этого странного концерта был особенно важен для Кариатис, которая раньше ни разу не имела опыта создания таких авангардных спектаклей. Именно поэтому она полностью доверилась мнению Сати и сделала его главным экспертом с правом решающего голоса. Серьёзные проблемы с осуществлением «серьёзной фантазии» не замедлили проявиться. Сати и я, — спустя много лет вспоминала Кариатис, — провели небольшое турне по павильонам художников и модельеров. Кеес ван Донген решительно отвратил нас своим коммерческим настроем. У Поля Пуаре, едва тот успел выложить перед нами тройку своего платья, Сати повернулся ко мне лицом. Его губы, чуть искривившись, проговорили всего два слова: «Фи! Гарем!» Перед моделью Мари Лорансен, он нервно выдохнул: «Нет! Нет! Благодарю покорно, я ещё не сошёл с ума!» Правда, эскизы Жана Гюго он принял более благожелательно. «Но всё же, моя музыка требует крайностей, и женщина должна быть больше тигрицей, чем котёнком». И только эскиз Жана Кокто был встречен с удовлетворением и принят как основной, правда, в скором времени Сати нашёл повод взять полный реванш в категорическом несогласии с Кокто по вопросу стиля хореографии и характера движений эксцентрической красавицы.:75 Не прошло и двух месяцев, как Сати всеми возможными средствами принялся противодействовать влиянию и, тем более, вмешательству Жану Кокто в свой спектакль.

«… Я очень прошу Вас не отдавать в типографию эту „бумагу“ Кокто…, до того момента, как я смогу прочитать её. Как минимум, мне было бы необходимо проследить её содержание… 

<…> „Эксцентричная красавица“ — это типичная парижская парижанка Парижа. Она может исполнять любые па, достаточно разнообразные и вольные, даже в шимми, но она всегда должна оставаться совершенно парижской парижанкой. И это совсем не наша вина, если у Кокто нынче образовался очередной пунктик на „джазе“. Я ничего не имею против негров, но, повторю ещё и ещё раз, наша „Эксцентричка“ — парижанка до мозга костей, а совсем не негритянка…»:469— (Эрик Сати. Письмо Кариатис от 12 мая 1921.)
В итоге, хореография спектакля отличалась совершенной особостью: составленная из массы статических поз-аффектов и полная фиглярских (эксцентричных) выламываний главной героини на сцене, она не была похожа ни на что. Пожалуй, отдалённым образом это странное «зрелище» заставляло вспомнить уже ставший легендарным балет Нижинского на музыку Дебюсси «Игры». Поставленный ещё до войны, ровно восемь лет назад (в мае 1913 года), он относился словно бы к прошлой эпохе в искусстве. И тем не менее, очень многое их соединяло. И прежде всего, это был автор музыки, Клод Дебюсси: старинный друг, неприятель и даже ученик Эрика Сати, признанный мэтр импрессионизма в музыке спустя месяц после премьеры с предельной чёткостью оценил работу хореографа над своим балетом:

«…Чёрт побери! <…> совершаются, несомненно, и события совершенно бесполезные. В число последних позвольте мне включить представление Игр, где извращённый гений Нижинского изощряется в специальных математических выкладках! Сей человек ногами добавляет тридцать вторые, руками что-то доказывает, а затем, внезапно поражённый столбняком, дурным глазом следит за проходящей мимо него музыкой. Такое, кажется, у них называется „стилизацией жеста“… Это гадко! это даже нечто далькрозовское, так как господина Далькроза я считаю одним из злейших врагов музыки! И вы можете себе представить, какие опустошения может натворить его метода в душе юного дикаря, каков есть Нижинский!»— (Дебюсси, письмо Роберу Годэ от 9 июня 1913 года, Париж.)
Удивительным образом, спустя восемь лет эти слова уже умершего Дебюсси вполне могли подойти для характеристики странной хореографии «Прекрасной истерички», однако в стократ усиленной форме, поскольку именно такой, аффективно-статический эффект и был основной целью Эрика Сати — на сей раз если даже и не хореографа, то во всяком случае автора, вдохновителя и отчасти постановщика собственного эксцентрического спектакля.

## Постановка
Премьерный сольный вечер артистки Кариатис состоялся 14 июня 1921 года в Театре Колизей, где, среди прочих хореографических номеров (выдержанных скорее в жанре «театра босоножек»), значилась и «Эксцентричная красавица», одноактный балет на музыку Эрика Сати. В полный противовес своей предыдущей сценической карьере, Кариатис вышла на сцену совсем не обнажённой, а напротив, в тяжеловесном, словно бы даже деревянном костюме Поля Пуаре, выполненном по эскизу Жана Кокто и в нелепой уродливой маске, придуманной Николь Груль (фр. Groult).:434-435 Первый показ в театре «Колизей» стал как бы пробной премьерой для закрытого круга приглашённого бомонда. Странный спектакль имел чрезвычайный успех, а потому публичное представление было решено назначить на 29 июня, и переместить его в сделанный по последнему слову техники «надувной» театр «Оазис», принадлежащий лично Полю Пуаре. Художественное руководство и организация сцены были полностью доверены Габриэль Бюффе-Пикабиа, одной из жён художника Франсиса Пикабиа.
Отзывы прессы были также благожелательны, критики отмечали особенную статическую оригинальность балета: «Это скорее немые картины, пантомима, а не танцы, сюита статических поз, переходящих друг в друга шутовских положений и сомнамбулических заклинаний… от франко-лунного марша веет какой-то особенной болезненной меланхолией. Кажется, что перед нашими глазами развёртывается не балет, а одно из кошмарных видений Бодлера или Эдгара По…»:115
Вдохновлённый первым успехом, на премьере балета Эрик Сати решил «тряхнуть стариной» и впервые в жизни встал за пульт, чтобы дирижировать оркестром. Впрочем, первый опыт тут же стал и последним: автор закончил балет в насквозь мокрой рубашке и даже штанах, отчасти.:471

## Послесловие
По существу, «Прекрасная истеричка» стала лебединой песней Эрика Сати — как эпатажного, скандального и вызывающего композитора, вечного возмутителя спокойствия 1910-х годов. За три последующих года не был реализован ни один его музыкальный замысел. Опера «Поль & Виргиния» (1920—1923) так останется скрытой оперой, единственной в своём роде. Замыслы двух балетов: «Рождение Венеры» (фр. La Naissance de Vénus) для «Русских балетов» Дягилева и «Суперсинема» (фр. Supercinéma) для «Шведских балетов в Париже» Рольфа де Маре так и не достигли мало-мальски конкретных очертаний. Ничуть не лучшая судьба постигнет и проект балета по «Алисе в Стране чудес» (в соавторстве с либреттистом Анри-Пьером Роше, давним приятелем Сати).:435 В довершение ко всему, в 1922-1923 годах серьёзно ускоряется течение болезни Сати, тяжкого цирроза печени. В течение трёх лет Сати не написал почти ничего существенного.:470-471 После двух жестоких обострений болезни — он стал уже далеко не тем Сати, каким его знали прежде. Два больших балета («Приключения Меркурия» и «Представление отменяется»), написанных в последний год перед смертью (1924), стали по сути бледными отпечатками яркого прошлого. Почти лишённые фирменного сатического заряда эпатажа и вызывающей, почти хамской парадности, они стали скорее документами постепенного умирания прежде неугомонного «композитора музыки».:530-533 Однако не только сам Сати завершал здесь свой путь.
В начале лета 1925 года, в последний раз исполнив «Прекрасную истеричку» в театре Трокадеро, Кариатис решается кардинально изменить свою жизнь, покинуть сцену и окончательно порвать со своим прошлым, поменяв решительно всё, и даже имя. Теперь она будет не Кариатис, не Тулемон, а Элиза Жуандо. И, словно желая сжечь мосты и подтвердить своё высокое звание «эксцентричной красавицы», она выносит в сад своего прекрасного особняка все афиши, костюмы и прочий антураж Кариатис и устраивает торжественное аутодафе в виде большого костра, в котором исчезает всё, в том числе и — прекрасная истеричка. Вернувшись обратно в дом после акта приватной инквизиции, бывшая Кариатис узнаёт от визитёра, что Эрик Сати находится в госпитале св. Иосифа при смерти.:643 На следующий день автор балета — умер.
Спустя почти сорок лет некая престарелая мадам Элиза Жуандо, она же Элизабет Тулемон, она же бывшая гетера Кариатис, как это и следует по правилам хорошего тона, написала и издала книгу воспоминаний о своей прошлой бурной жизни. На обложке мемуаров можно было прочесть милый заголовок: «Радости и страдания одной эксцентричной красавицы».:75

## Комментарии
1. ↑  «La Belle excentrique», французское название балета, как это часто бывает у Эрика Сати, носит характер непереводимой (или почти непереводимой) игры слов, понятий и смыслов. Вследствие тяжёлого прошлого и не менее тяжёлого настоящего, в русском языке не существует слова, по своей агогике и смыслу хотя бы отдалённо подобного французскому «Belle», слову не только короткому и звонкому (в один слог), но отчасти — ярко окрашенному и временами даже жаргонному. Во многих устойчивых сочетаниях «La Belle» по-французски означает вовсе не «красавицу», и даже совсем не просто «привлекательную женщину», а совершенно конкретную «бабочку по вызову» или женщину лёгкого поведения, желательно, хорошую собой. В этой связи достаточно припомнить всего два устойчивые выражения, такие как фр. Belle de nuit (девочка на ночь) или фр. Belle de jour (красавица на день) вместе с одноимённым фильмом Луиса Бунюэля с Катрин Денёв в главной роли. Таким образом, замышляя маленький балет для Кариатис и хитровато улыбаясь, Эрик Сати заранее не оставлял сомнений относительно истинной роли главной героини представления.
2. ↑  Художник Жан Гюго был не просто однофамильцем, но приходился внуком писателю Виктора Гюго. Также, благожелательную, но отнюдь не положительную реакцию автора балета отчасти можно объяснить тем фактом, что два года назад Жан Гюго женился на Валентине Гросс, известной художнице-сюрреалистке и любимой подруге Эрика Сати.
3. ↑  Равно провокационный и эксцентрический костюм для красавицы был придуман и нарисован Жаном Кокто, который соединил вместе казалось бы несоединимые элементы. Наверху: строгий, «серьёзный» топик с длинными рукавами из толстого чёрного бархата, дальше — голая, открытая талия и ниже — длинная светлая юбка с тысячью радужных складок всех цветов мира, которые в нужный момент открывались, чтобы продемонстрировать трусики с прекрасным вырезом и блестящей ювелирной накладкой в виде стилизованного сердечка. Именно по этому эскизу Поль Пуаре и сделал костюм прекрасной истерички.